# 스모키쥐
스모키쥐 또는 쿠눔(Pseudomys fumeus)은 쥐과에 속하는 설치류의 일종이다. 오스트레일리아 남동부 지역의 토착종이다. 1934년에 처음 기술되었다.

## 특징
종소명은 라틴어로 "연기 빛깔"(smoky)이라는 의미이다. 이름이 함축하고 있는 것처럼, 회색 털을 가진 스모키쥐는 등 쪽은 짙은 회색을 띠고 배 쪽은 희미하고 거무칙칙한 회색이다. 그램피언스 산맥에 서식하는 스모키쥐는 좀더 크고 등 쪽이 좀더 짙은 슬레이트-회색을 띤다. 눈 주위에 둥글게 검은 테가 있고 주둥이는 짙은 회색이다. 발은 연분홍색이고 귀는 회색 분홍색이다. 꼬리 길이가 몸길이보다 길며, 윗 쪽의 갈색 줄무늬와 함께 분홍색을 띤다. 멜버른 동부 지역의 스모키쥐는 몸구게가 평균 약 35g이고 몸길이는 107mm, 꼬리 길이는 116mm인 반면에 그램피언스 산맥의 스모키쥐는 몸무게가 약 65g이고 몸길이는 122mm, 꼬리 길이는 132mm이다.

## 보전 상태
스모키쥐는 현재 "취약종"으로 평가되고 있으며, 야생에서 개체수가 감소하고 있는 것으로 추정된다. 분포 지역이 파편화되어 있고 그렛 오트웨이 산맥(1985년 이후 자취를 감추었다.) 그리고 브린다벨라 산맥(1987년 이후 발견되지 않고 있다.)과 같은 일부 지역에서는 멸종 상태이다. 그램피언스 산맥과 이스트 깁스랜드, 뉴사우스웨일스 주 남동부 지역(코지우스코와 사우스이스트숲 국립공원, 버클루 주립공원)에서는 발견된다. 야생에 남아있는 개체수는 2500마리 미만이고 현존하는 모든 개체수가 감소하고 있는 것으로 추정된다. 야생고양이와 여우, 개뿐만 아니라 식생 변화가 주요 원인인 것으로 보인다. 스모키쥐를 복원하기 위한 행동 계획을 갖고 있으며, 사우스이스트숲 국립공원의 요와카와 와아림마 지역에서 적극적인 육식동물 모니터링을 하고 있다.